# Colind de Crăciun (film din 1938)
Colind de Crăciun (titlu original: A Christmas Carol) este un film de Crăciun american din 1938 regizat de Edwin L. Marin. Rolurile principale au fost interpretate de actorii Gene Lockhart, Ann Rutherford.

## Distribuție
- Reginald Owen - Ebenezer Scrooge
- Gene Lockhart - Bob Cratchit
- Kathleen Lockhart - Mrs. Cratchit
- Terry Kilburn - Tiny Tim Cratchit
- Barry MacKay - Fred (nepotul lui Scrooge)
- Lynne Carver - Bess (logodnica lui Fred)
- Bunny Beatty ca Martha Cratchit (nem.)
- June Lockhart ca Belinda Cratchit (nem.)
- John O'Day ca Peter Cratchit (nem.)
- Leo G. Carroll ca Marley's Ghost
- Ann Rutherford ca Spirit of Christmas Past
- Lionel Braham ca Spirit of Christmas Present
- D'Arcy Corrigan ca Spirit of Christmas Future
- Ronald Sinclair ca Scrooge tânăr
- Elvira Stevens ca Fan Scrooge  (nem.)
- Forrester Harvey ca Old Fezzwig (nem.)
- Olaf Hytten ca Schoolmaster (nem.)
- I. Stanford Jolley ca Man walking on Sidewalk (extra) (nem.)
- Colin Kenny  (nem.)
- Charles Coleman ca Solicitor
- Matthew Boulton ca Solicitor
- Clifford Severn ca Boy Buying Turkey